# Wojtkowice
Wojtkowice (niem. Albrechtsau)  – wieś w Polsce położona w województwie dolnośląskim, w powiecie wrocławskim, w gminie Kąty Wrocławskie.
W latach 1975–1998 miejscowość administracyjnie należała do województwa wrocławskiego.
Na koniec 2011 r. Wojtkowice liczyły 208 mieszkańców.

## Zabytki
Do wojewódzkiego rejestru zabytków wpisany jest:
- Kościół św. Jana Nepomucena w Wojtkowicach z 1569 r. (do 1723 r. kościół był pod wezwaniem św. Wojciecha), remontowany m.in. w 1869 r., 1902 r.[6].